# Sarkis Moussa
Sarkis Ayoub Moussa (ar. سركيس ايوب موسى; ur. 14 lutego 1929) – libański bokser, uczestnik Letnich Igrzysk Olimpijskich 1952.
Wziął udział w igrzyskach olimpijskich w Helsinkach w 1952 roku, gdzie wystartował w wadze lekkopółśredniej. Odpadł jednak w 1/16 finału po porażce z Portorykańczykiem Juanem Curetem, który go znokautował.
Startował w pierwszych igrzyskach śródziemnomorskich w wadze lekkopółśredniej (1951), zdobywając brązowy medal. Podczas trzeciej edycji tych zawodów (1959) rozegranych w Bejrucie, przegrał pojedynek o brązowy medal w kategorii lekkośredniej z Mohamedem Arafą Rozekahem ze Zjednoczonej Republiki Arabskiej. Zdobył srebrny medal na Igrzyskach Panarabskich 1957 w wadze średniej - przegrał w finale z Tunezyjczykiem Abdelazizem Salahem El-Hasnim.